# محمد كمال (سياسي)
محمد كمال هو سياسي مصري، ولد في 1979.
. وقد انتخب عضو مجلس الشورى المصري.

## وصلات خارجية
- محمد كمال على موقع قاعدة بيانات كرة القدم.إي يو (الإنجليزية)